# John Eriksen
Pour les articles homonymes, voir Eriksen.
John Eriksen est un footballeur danois né le 20 novembre 1957 à Assens et mort le 12 février 2002. Cet international danois évoluait au poste d'attaquant. 
Il participe à la Coupe du monde 1986 puis à l'Euro 1988 avec le Danemark.

## Biographie
Après avoir débuté à 17 ans à Svendborg fB, club située sur l'île de Fionie (2e plus grande île du Danemark et située plus précisément dans la région du Danemark du Sud), John Eriksen s'engage avec OB Odense, le plus prestigieux club de l'île. Il prouve ses grandes qualités de buteur et atterrit en janvier 1980 au Roda JC, aux Pays-Bas. Au cours de son séjour de quatre saisons dans le club néerlandais, il ne marque jamais moins de 16 buts en championnat, il débutera même durant cette période en sélection danoise.

À l'été 1984, il s'engage avec le FC Mulhouse, club français de Division 2, ambitionnant de retrouver l'élite française et alors fraîchement entraîné par un certain Raymond Domenech. Le club alsacien termine deuxième de son groupe et échoue durant les barrages d'accession dans sa quête de montée, mais John termine meilleur buteur du club et du groupe A de la Division 2.
Sur cet échec, John retourne aux Pays-Bas et signe pour le Feyenoord Rotterdam, prouve une nouvelle fois ses talents de buteur, dépassant les 20 buts inscrits et permet à son club de terminer à la 3e place d'Eredivisie.

Âgé alors de presque 29 ans, il poursuit sa carrière professionnelle en découvrant un nouveau championnat : la Suisse. Il signe ainsi au Servette de Genève, où il côtoie  un Karl-Heinz Rummenigge en fin de carrière. Il termine à deux reprises meilleur buteur du championnat avec notamment 36 buts inscrits en 34 rencontres de championnat en 1988, permettant à son club de terminer à la 2e place du championnat, à deux points seulement du champion, Neuchâtel Xamax. En 1989, il change de club mais reste en Suisse pour signer au FC Lucerne. Il y reste deux saisons, avant de retourner dans son club formateur, Svendborg fB, pour mettre fin à sa carrière en 1994, à 36 ans.

### Mort
John Eriksen, après sa carrière de footballeur, souffre de la maladie d'Alzeimer et vit les trois dernières années de sa vie dans un centre de soins. Après une chute accidentelle, il meurt le 12 février 2002, à l'âge de 44 ans. Il est inhumé au cimetière de l'église Saint-Nicolas de Svendborg.

## Carrière de joueur
- 1975-1977 : Svendborg fB  Danemark
- 1978-1980 : OB Odense  Danemark
- 1980-1984 : Roda JC  Pays-Bas
- 1984-1985 : FC Mulhouse  France
- 1985-1986 : Feyenoord Rotterdam  Pays-Bas
- 1986-1989 : Servette FC  Suisse
- 1989-1991 : FC Lucerne  Suisse
- 1991-1994 : Svendborg fB  Danemark[1]

## Palmarès

### En club
- Vice-champion de Suisse en 1988 avec le Servette FC
- Finaliste de la Coupe de Suisse en 1987 avec le Servette FC
- Finaliste de la Supercoupe de Suisse en 1989 avec le FC Lucerne

### EnÉquipe du Danemark
- 17 sélections et six buts entre 1981 et 1988
- Participation à la Coupe du Monde en 1986 (1/8 de finaliste)
- Participation au Championnat d'Europe des Nations en 1988 (Premier Tour)

### Distinctions individuelles
- Meilleur buteur du Championnat du Danemark en 1978 (22 buts) et en 1979 (20 buts) avec l'OB Odense
- Meilleur buteur du Championnat de Suisse en 1987 (28 buts) et en 1988 (36 buts) avec le Servette FC
- Meilleur buteur du Championnat de France de Division 2 (groupe A) en 1985 (27 buts) avec le FC Mulhouse